# Homenagem

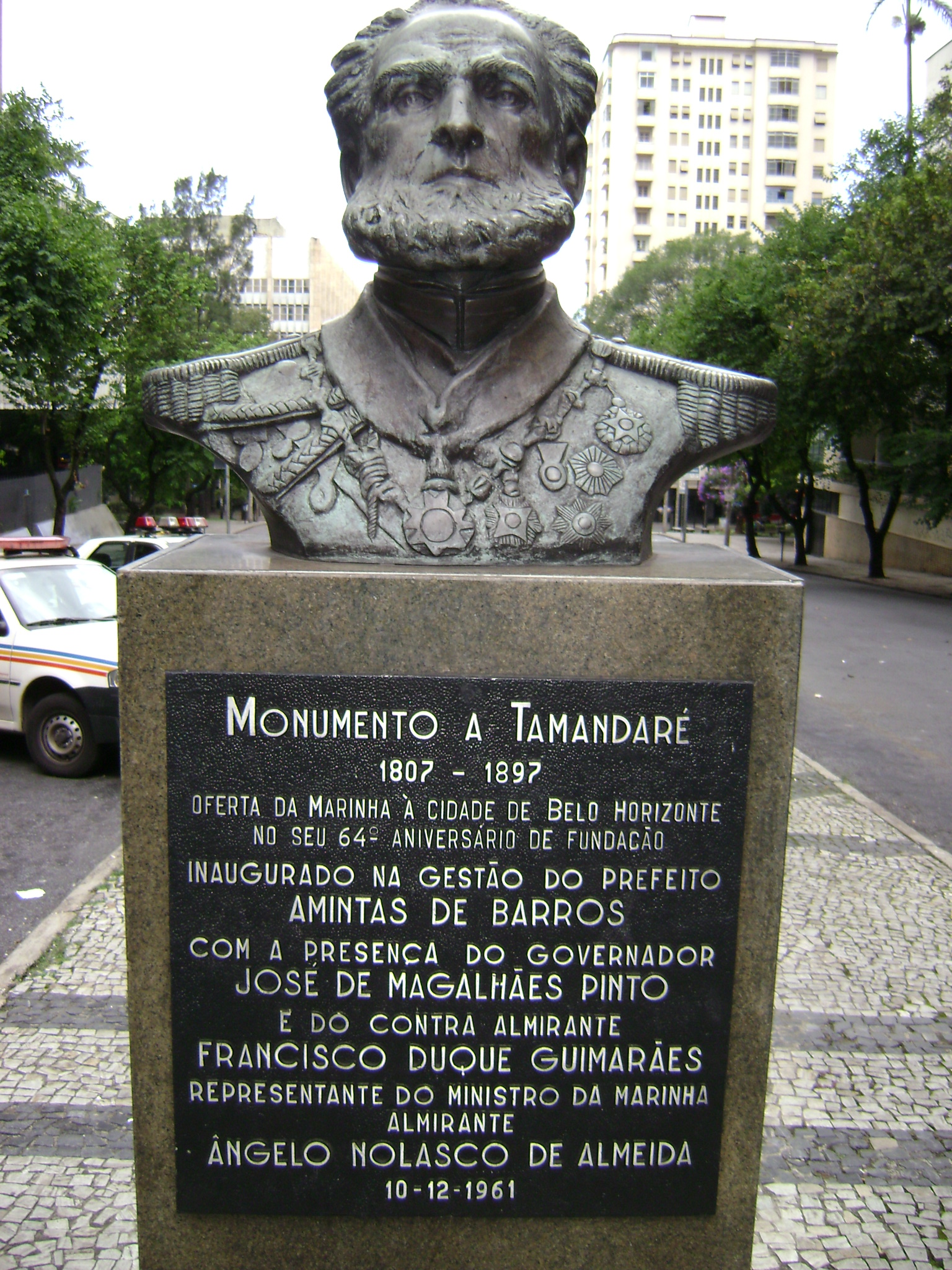
Homenagem a Tamandaré em Belo Horizonte

Homenagem (do provençal omenatge) é uma palavra que define retribuição de honra, agradecimento, tornar público com um ato de gratidão algum favor que foi prestado por alguém, ou agradecimento por mérito à uma atividade reconhecida como de grande valor, a partir de um julgamento moral.
O ato de homenagear é antigo: desde os primórdios, as civilizações tribais pré-históricas homenageavam, com rituais seus guerreiros e os seus deuses. A homenagem pode ser com uma menção honrosa, com um prémio de reconhecimento (como por exemplo: comenda) ou um reconhecimento pessoal, podendo ocorrer tanto em vida, como póstuma (post mortem).
Honra ao mérito, é um título concedido (uma homenagem) a alguém que obteve reconhecimento público por realizar de algo notório/de destaque.

## Homenagem feudal

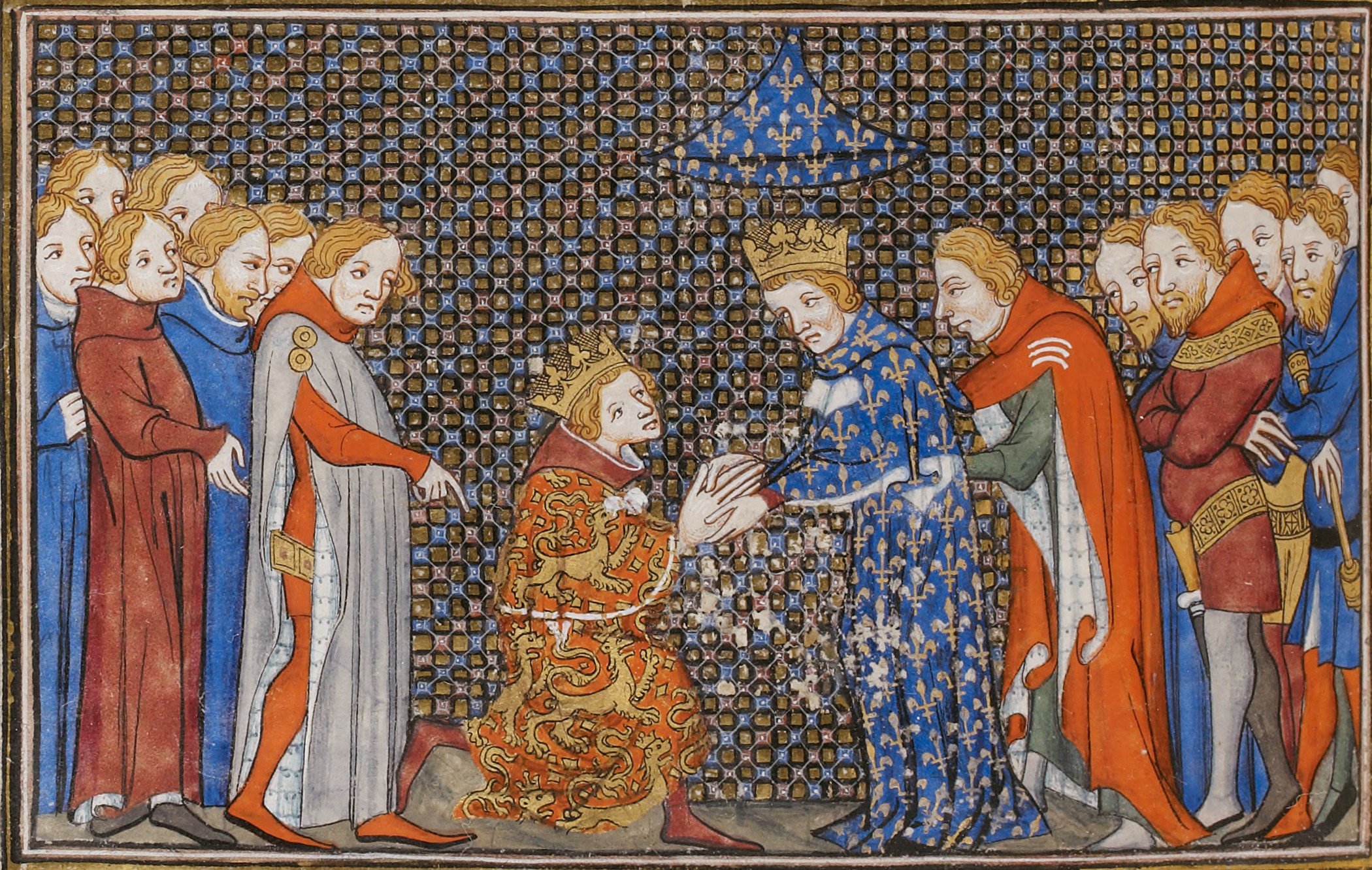
Eduardo III da Inglaterra prestando homenagem a em 1329

De maneira simples, jurar fidelidade ou prestar homenagem exclusivamente para um indivíduo reconhecidamente superior poderia fortalecer uma sociedade em linhas hierárquicas bem definidas. Porém, num sentido social fraturante, autores como Bloch também assinalam nos efeitos de "prestar homenagem a diversos lordes simultaneamente o verdadeiro flagelo da vassalagem".
Significava a submissão daquele que prestava ao que recebia a homenagem, num laço de vassalagem:
| “ | Eis dois homens frente a frente: um que quer servir; o outro, que aceita ou deseja ser chefe. O primeiro une as mãos e assim juntas coloca-as nas mãos do segundo [...] ao mesmo tempo a personagem que oferece as mãos pronuncia algumas palavras, muito breves, pelas quais se reconhece o homem de quem está na sua frente. Depois, chefe e subordinado beijam-se na boca: símbolo de acordo e de amizade. Eram estes os gestos que serviam para estabelecer um dos vínculos mais fortes que a época feudal conheceu. | ” |